# Théo De Joncker
Théo De Joncker (geboorteaangifte vermeldt Théodore Jean Dejoncker) (Brussel, 11 april 1894 - Asse, België, 12 juli 1964) was een Belgische componist en dirigent.

## Levensloop
Hij was zoon van cafébediende François Dejoncker en Marie Louise Cantillon. Hijzelf was getrouwd met zangeres Elvire Block.Hij was een leerling van César Thomson (viool), August de Boeck en van Paul Gilson. Jarenlang was hij dirigent van het orkest van de Belgisch Nationaal Instituut voor de Radio-omroep (NIR), maar hij dirigeerde ook vaak in het buitenland. In 1938 was hij samen met Henriette Bosmans op de Belgische en Nederlandse radio te horen met het Pianoconcert nr. 2 van Sergej Rachmaninov. Van 1925 tot 1935 dirigeerde hij de Folies Bergères in Brussel, waar zijn vrouw zangeres was. Als componist behoorde hij ook tot de Brusselse groep De Synthetisten, allemaal leerlingen van Paul Gilson, die deze groep ter gelegenheid van de 60e verjaardag van hun meester in het leven hebben geroepen.

## Composities

### Werken voor orkest
- 1917 Filosofische gedachten van een draaiorgelspeler voor orkest
- 1918 Hedda Gabler voor orkest
- 1927 Breugeliaansche schets voor orkest
- 1939 Sinfonia burlesca voor orkest
- 1939 Sinfonie im klassischen Stil voor orkest
- 1943 Symfonie nr.3 voor orkest
- 1944 Muzikaal portret van Bernard Shaw voor Symfonieorkest
- Allegro voor kamerorkest
- Boere-Charleston voor tenor en orkest - tekst: Paul van Ostayen
- Cello Concerto voor cello en orkest
- De laatste oogenblikken van Lodewijk XI voor klein orkest
- Don Quichotte rêve... voor orkest
- Fantasia - Serenata voor fluit en orkest
- Historiette pour bébé voor strijkorkest
- Introduction et rondo capricio voor fagot en orkest
- Le glas voor orkest
- Rapsodie vénézuélienne voor orkest
- Sérénade voor viool en orkest
- Symfonische proloog voor orkest
- Vlaamse dans I voor orkest

### Werken voor harmonieorkest
- Chant mystique, voor harmonieorkest (er bestaat ook een versie voor orkest en kamer-orkest)
- Charles Stratton, humoristisch sprookje voor harmonie- of fanfareorkest
- Deux Extraits du Jardin des Supplices, op een roman van Octave Mirbeau
- Gamineries - Guitenstreken, voor fanfareorkest (er bestaat ook een versie voor orkest)
- Marche, voor fanfareorkest
- Polomé, voor harmonieorkest
- Voor Paul Gilson, voor fanfareorkest

### Werken voor koor
- Ach, mijn bietje, jij zingt zo schone voor vierstemmig gemengd koor en piano - tekst: Guido Gezelle
- Anneessens voor gemengd koor en piano - tekst: Frans de Cort
- Daer ging een pater langs het land voor mannen- of vrouwenkoor en piano
- De mei voor koor a capella - tekst: G. W. Loovendael
- De pen voor gemengd koor en piano - tekst: Jan A. Van Droogenbroeck
- Des winters als het reghent voor mannen- of vrouwenkoor en piano
- Minnekepoes voor koor a capella - tekst: Jan A. Van Droogenbroeck

### Kamermuziek
- 1917 Conte pour quatuor voor fluit, hobo, klarinet en fagot
- 1917 Novelette pour trio voor fluit, hobo en altviool
- 1938 Drie vertelseltjes voor hobo, klarinet, fagot en hoorn
- 1963 Concerto voor fluit, hobo, klarinet, fagot en hoorn in fa
- Prélude voor hobo, klarinet, fagot en hoorn
- Quintette voor fluit, hobo, klarinet, hoorn en fagot

### Vocaalmuziek met orkest of instrumenten
- 1927 Verselets à mon premier né voor tenor en orkest - tekst: Clotilde de Surville
- 1938 De messias voor Recitant en piano - tekst: Dirk Vansina
- De Vlaming staat zijn eigen taal en zeden af voor mezzosopraan en orkest - tekst: Guido Gezelle
- De wilde jacht voor mezzosopraan en orkest - tekst: Willem Gijssels
- Eerste boek van Schmol voor middenstem en orkest - tekst: Paul van Ostayen
- Hei da lieve dreupel water voor mezzosopraan en orkest - tekst: Guido Gezelle
- Het meezennestje voor sopraan en orkest - tekst: Guido Gezelle
- Het zonnelied van Achnaton voor Recitant en piano - tekst: J. Coutrijn
- Morgenstond voor alt en orkest - tekst: Guido Gezelle
- O Mocht ik voor mezzosopraan en orkest - tekst: Guido Gezelle
- Slaapt, slaapt, kindje slaapt voor sopraan, gemengd koor en piano ad. libitum - tekst: Guido Gezelle
- Stilleven voor mezzosopraan en orkest - tekst: Staf Van der Loo
- Tot de Mane voor mezzosopraan en orkest - tekst: Guido Gezelle
- Winden gingen te rust voor mezzosopraan en orkest - tekst: Wies Moens
- Wintermuggen voor sopraan en orkest - tekst: Guido Gezelle
- Zonnezoen voor sopraan en orkest - tekst: Jef Mennekens

### Werken voor piano
- 1915 Le chien qui lache sa proie pour l'ombre
- 1915 Le renard et les raisins
- Eille - Walsje
- Esquisse sur le nom "ANNA"
- Gaminerie
- Il s'éveille.
- Pianowerken
- Pièce pour piano sur le nom de Fauré
- Vlaamse dans